# Metaxanthiella cosmopis
Metaxanthiella cosmopis là một loài bướm đêm trong họ Noctuidae.